# Бевин, Патрик
Патрик Бевин (англ. Patrick Bevin, род. 5 мая 1991 в Гамильтон Новой Зеландии) — новозеландский профессиональный шоссейный велогонщик. С 2016 года выступает за команду UCI World Tour — Cannondale Pro Cycling Team, с которой в начале сезона выиграл Чемпионат Новой Зеландии по шоссейному велоспорту в индивидуальной гонке.

## Главные победы
2008
1-й на этапе 4 — Tour of Canterbury
2009
1-й Чемпионат Океании среди юниоров
1-й на этапе 4 и 7 — Тур Саутленда
2010
1-й REV Classic
1-й Grand Cycling Classic
1-й на этапе 1 и 2 — Tour de Vineyards
2011
2-й Тур Саутленда
1-й Tour de Vineyards
1-й на этапе 1
2012
1-й Bucks County Classic
2013
1-й этапе 2 и 4 Rás Tailteann
1-й  Очковая классификация
2015
1-й REV Classic
2-й Herald Sun Tour
1-й на этапе 4
2-й Тур Кореи
1-й на этапе 4
3-й Чемпионат Новой Зеландии в Индивидуальной гонке
4-й Тур Тайваня
1-й на этапе 2
1-й  Очковая классификация
2016
1-й  Чемпионат Новой Зеландии в Индивидуальной гонке
5-й Тур Чехии
1-й на этапе 1 (ТТТ)
10-й Тур Даун Андер
10-й Тур дю От-Вар
2017
6-й Тур Норвегии
2018
1-й на этапе 3 (ТТТ) Тур де Франс
1-й на этапе 1 (ТТТ) Тиррено — Адриатико
Чемпионат мира
3-й  командная гонка
8-й индивидуальная гонка
4-й Тур Британии
1-й  Очковая классификация
9-й Тур Йоркшира
2019
Чемпионат Новой Зеландии
1-й  индивидуальная гонка
5-й групповая гонка
Тур Даун Андер
1-й  Очковая классификация
1-й на этапе 2

### Гранд Туры
| Гранд-Тур00000 00000 000 | 2016 | 2017 | 2018 |
| Джиро д'Италия           | —    | —    | —    |
| Тур де Франс             | —    | 114  | НФ   |
| Вуэльта Испании          | НФ   | —    | —    |

| —   | Не участвовал  |
| DNF | Не финишировал |